# Ruth Svedberg
Ruth Augusta Svedberg  (ur. 14 kwietnia 1903 w Malmberget, zm. 27 grudnia 2002 w Göteborgu) – szwedzka lekkoatletka specjalizująca się w rzucie dyskiem oraz biegach sprinterskich, uczestniczka letnich igrzysk olimpijskich w Amsterdamie (1928), brązowa medalistka olimpijska w rzucie dyskiem. 

## Sukcesy sportowe
- 21-krotna mistrzyni Szwecji oraz 13-krotna rekordzistka Szwecji[1]

| Rok  | Miasto    | Zawody                   | Konkurencja  | Wynik         |
| ---- | --------- | ------------------------ | ------------ | ------------- |
| 1928 | Amsterdam | Igrzyska olimpijskie     | rzut dyskiem | brązowy medal |
| 1930 | Praga     | Światowe igrzyska kobiet | trójbój      | brązowy medal |

## Rekordy życiowe
- bieg na 100 metrów – 12,8 – 1928
- rzut dyskiem – 38,60 – Londyn 11/08/1934[2]